# Бернард Лагат
Бернард Лагат  (англ. Bernard Lagat, 12 грудня 1974) — кенійський та американський легкоатлет, олімпійський медаліст.

## Виступи на Олімпіадах
| Олімпіада   | Дисципліна         | Місце     |
| ----------- | ------------------ | --------- |
| Сідней 2000 | біг на 1500 метрів | 3         |
| Афіни 2004  | біг на 1500 метрів | 2         |
| Пекін 2008  | біг на 1500 метрів | 5 h2 r2/3 |
| Пекін 2008  | біг на 5000 метрів | 9         |
| Лондон 2012 | біг на 5000 метрів | 4         |
| Ріо 2016    | біг на 5000 метрів | 5         |